# Dikraneura denticulata
Dikraneura denticulata är en insektsart som beskrevs av Knight 1968. Dikraneura denticulata ingår i släktet Dikraneura och familjen dvärgstritar.
Artens utbredningsområde är Nepal. Inga underarter finns listade i Catalogue of Life.